# Хойя, Хуан
Хуа́н Хо́йя (исп. Juan Víctor Joya Cordero, 25 февраля 1934, Лима, Перу — 29 марта 2007, там же) — перуано-уругвайский футболист, выступавший на позиции нападающего. Наиболее известен по выступлениям в 1960-е годы за «Пеньяроль», в составе которого по два раза завоёвывал Кубок Либертадорес и Межконтинентальный кубок.

## Биография
Хуан Хойя родился в Первом квартале района Сан-Себастьян перуанской столицы 25 февраля 1934 года. В 1954 году стал играть за местную команду «Консепсьон Римак», откуда спустя год перебрался в «Альянсу». Дебютировал в профессиональном футболе в 19-летнем возрасте. Вместе со столичной командой Хойя дважды становился чемпионом Перу, а в 1957 году стал лучшим бомбардиром первенства с 17-ю забитыми голами.
В 1960 году Хойя выступал в аргентинском «Ривер Плейте», где за сезон забил 6 мячей в 21 игре чемпионата Аргентины.
В 1961 году Хуан Хойя перешёл в уругвайский «Пеньяроль», с которым связаны лучшие годы игровой карьеры перуанца. В составе «ауринегрос» он выиграл шесть титулов чемпиона Уругвая, два Кубка Либертадорес, два Межконтинентальных кубка, Суперкубок межконтинентальных чемпионов.
В победном розыгрыше Кубка Либертадорес 1961 года Хойя забил три гола, лишь на один отстав от показателя лучшего бомбардира того турнира колумбийца Освальдо Пансутто. В сентябре того же года Хойя оформил дубль в ответном матче против «Бенфики» за Межконтинентальный кубок. «Пеньяроль» разгромил соперника со счётом 5:0, а в дополнительной игре также был сильнее 2:1.
В 1966 году «Пеньяролю» для победы необходимо было провести дополнительный матч, поскольку «ауринегрос» обменялись победами с «Ривер Плейтом», а Хойя забил один из голов в самой первой финальной игре (2:0). В октябре Хойя сыграл в обеих встречах против мадридского «Реала» за Межконтинентальный кубок, но голов не забивал. «Пеньяроль» выиграл оба матча по 2:0 и во второй раз стал обладателем этого трофея.
После победы с «Пеньяролем» во втором розыгрыше Суперкубка межконтинентальных чемпионов, Хуан Хойя вернулся в Перу, где продолжил профессиональную карьеру в команде «Хуан Аурич» в 1970 году. Затем он на протяжении четырёх лет выступал за любительские команды, пока в 1974 году окончательно не завершил карьеру игрока.
В 1959 году Хойя в составе сборной Перу принял участие в первом в том году чемпионате Южной Америки. Свой лучший матч нападающий провёл на Монументале против сборной Уругвая, которую перуанцы выиграли со счётом 5:3, а сам Хойя оформил дубль. Больше голов на этом турнире он не забивал, а Перу финишировала на 4 месте. В 1963 и 1965 году получивший уругвайский паспорт Хойя сыграл в паре товарищеских матчах уже за сборную Уругвая, но после запрета ФИФА на подобные переходы футболистов Хойя впоследствии так больше и не играл за национальные сборные.
По окончании карьеры футболиста непродолжительное время руководил небольшими уругвайскими и перуанскими командами. Хойя умер в больнице в Лиме в возрасте 73 лет. Письмо соболезнования в связи со смертью звезды южноамериканского футбола 1960-х годов руководству перуанского футбола направил президент КОНМЕБОЛ Николас Леос. Матч Кубка Либерталорес между чилийским «Коло-Коло» и венесуэльским «Каракасом», состоявшийся в тот день, начался с минуты молчания.